# Совєтська Гавань (затока)
Совєтська Гавань (рос. Советская Гавань) — затока на західному березі Татарської протоки. Адміністративно входить до Хабаровського краю Росії .

## Фізико-географічна характеристика
Вхід до затоки розташований на північ від мису Путятіна, з півночі обмежений півостровом Меньшикова. Довжина затоки становить 11 кілометрів, ширина на вході — 2 кілометри. Глибина понад 20 метрів. За своїми параметрами і за зручністю затока Совєтська Гавань поступається тільки затоці Сан-Франциско та Авачинській бухті.
Берег піднесений, стрімкий, місцями горбистий. У затоку впадають річки Велика Хадя, Егге, Май і кілька дрібніших.
У складі затоки виділяють три частини, розділені мисами, що глибоко вдаються в акваторію. Це бухти Північна, Західна (Костянтинівська) і Південно-Західна (затока Хаджі). У свою чергу в них можна виділити ряд менших бухт: Егге, Окоча, Маячна, Концесії, Ольга, Постова. На північ від затоки розташована бухта Ваніна. За декілька кілометрів на північний захід — кратер палеовулкана Міцуєвський.

## Назва
До приходу росіян місцеві жителі, орочі, називали затоку Хаджі (Хадя, Ходьє, Ходжа, Хаджі-ту).
На початку 1850-х під час Амурської експедиції під керівництвом морського офіцера Геннадія Невельського її учасникам від місцевих жителів стало відомо про існування на південь від затоки Де-Кастрі ще однієї затоки, яку місцеві називали Хаджі. Затока Хаджі була виявлена 23 травня 1853 року лейтенантом Миколою Бошняком.У січні 1922 року в ході Громадянської війни в Росії з Південного Примор'я в гавань прибув партизанський загін під командуванням комісара В. С. Колесніченка в кількості 45 осіб. 19 лютого 1923 вийшла Постанова ВЦВК, згідно з якою гавані було офіційно присвоєно назву Совєтська. Велика частина бухт гавані також отримала нові назви.

## Історичні події
У 1854 році судно «Барракута» (Barracouta) англо-французької ескадри відвідало затоку і, не знаючи про відкриття її росіянами, назвало затоку Barracouta Harbour.
У січні 1856 року, під час Кримської війни в Постовій бухті був затоплений фрегат Паллада, щоб уникнути захоплення судна англійськими військами. У 1963 на березі бухти був споруджений пам'ятник фрегату.

## Господарське значення
В акваторії затоки проживають такі види риб, як оселедець, камбала, далекосхідна навага, терпуг, мойва. На нерест заходять різні види лососевих.
На березі затоки розташоване місто Совєтська Гавань і ряд селищ міського типу: Майський, Завіти Ілліча, Лососіна. Разом з прилеглими населеними пунктами Ванінського району вони створюють яскраво виражену малу агломерацію Совєтської Гавані. Акваторія поки що слабо освоєна, в зручній гавані розташований невеликий Совєтсько-Гаванський порт, руїни двох судноремонтних заводів, в бухті Постовій — залишки військово-морської бази Тихоокеанського флоту. 